# Електролучна пећ
Електролучна пећ је агрегат за топљење челика употребом електричног лука који се ствара измећу електрода и материјала за топљење. 